# Tac (construcció)

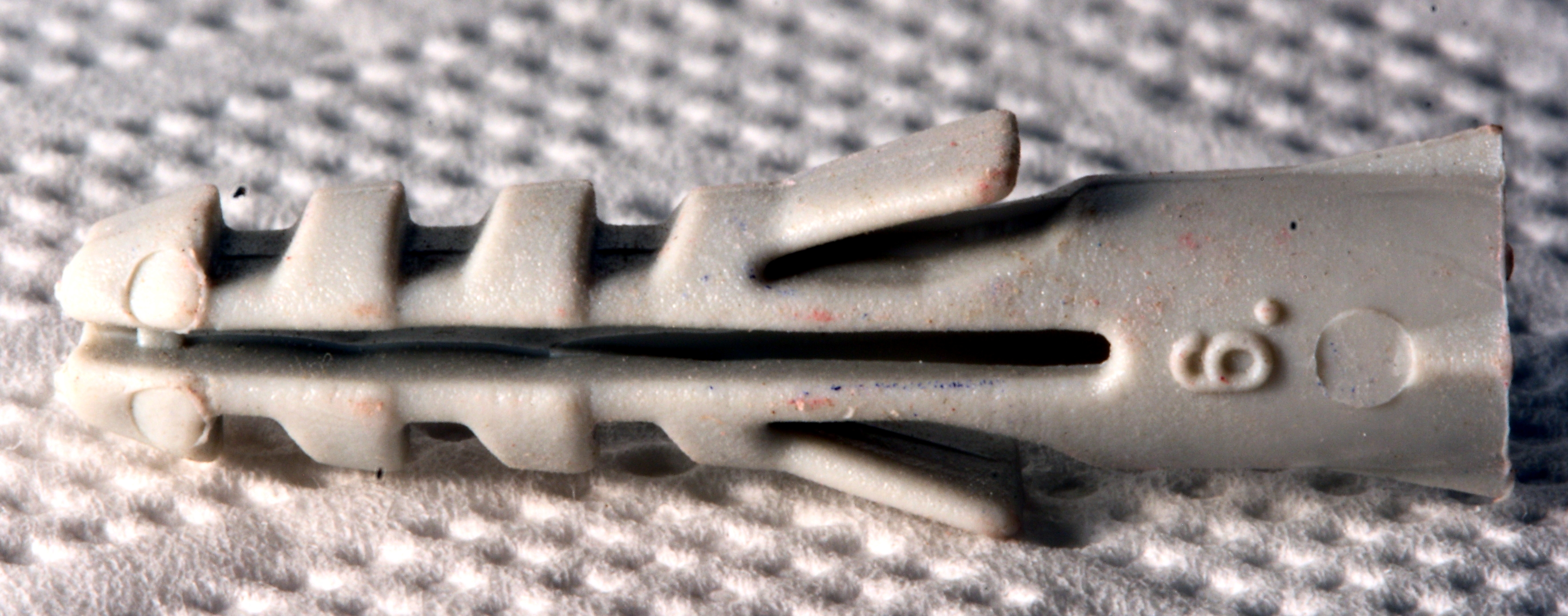
Un tac de 6 mm de diàmetre per emprar amb una broca del mateix diàmetre

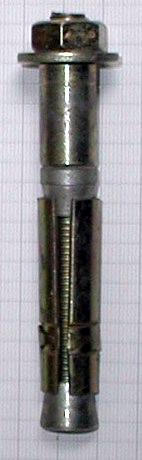
Tac de metall-M10

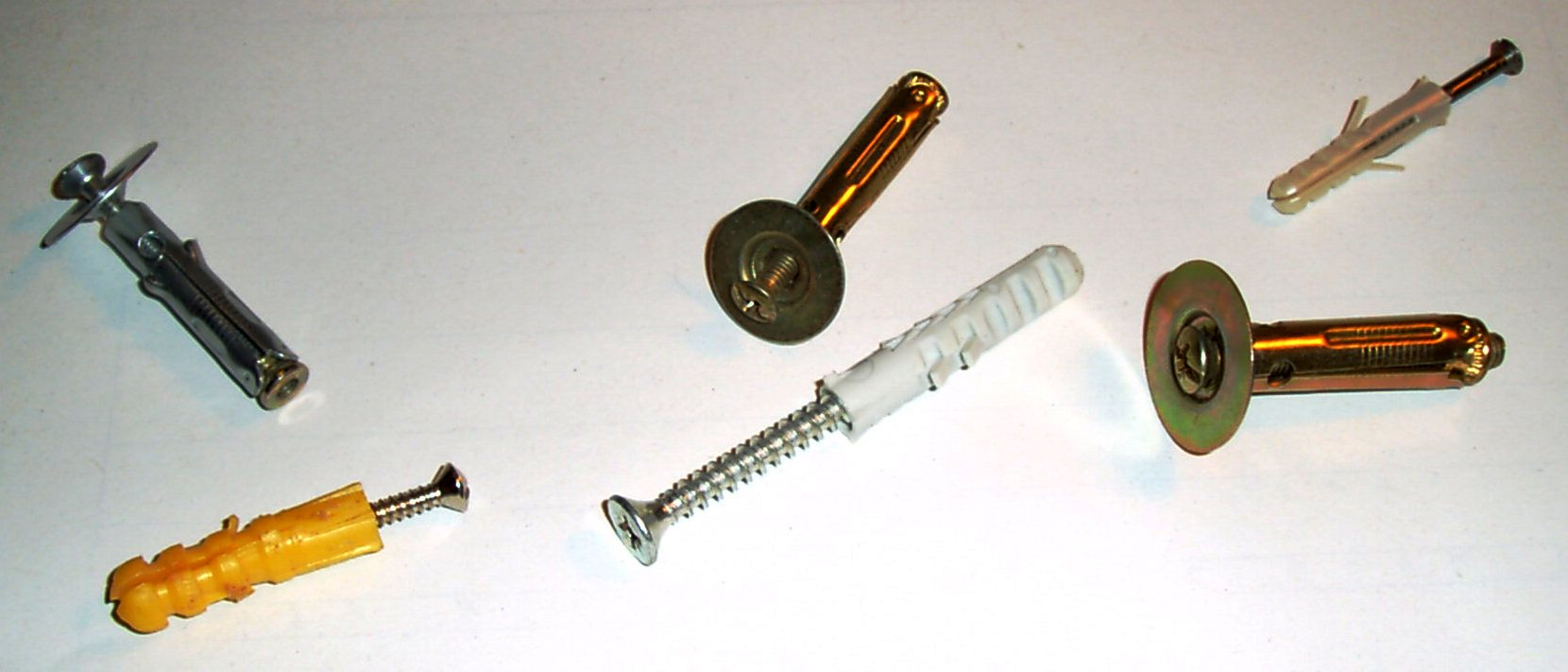
Exemple de tacs

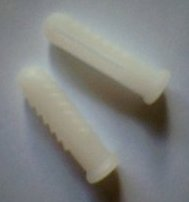
Tacs de plàstic

Un tac o soquet és un component utilitzat per assegurar un cargol en un element estructural com poden ser una paret, un plafó, un moble, etc.. Hi ha diverses menes de tacs, cadascun amb un ús específic.
El material del tac varia segons el seu ús, n'hi ha de plàstic i de metall.

## Ús
Per l'ús a la llar, cal fer un forat amb el trepant abans d'introduir-hi el tac per rebre un cargol, en general per a fixar un objecte a una paret. El diàmetre de la broca ha de ser igual al del tac. Cal emprar el valor numèric que s'indica sobre el tac. En general, cal perforar només la longitud del tac, i fer-ho és aconsellable pintar una marca sobre la broca, finalment, cal empènyer el tac fins arran de la superfície frontal del forat.
Per fixacions damunt rajoles o manises, cal emprar un tac de tefló. Aquests tacs, que es reconeixen pel característic color blanc, són gairebé massissos i venen amb una anella, de diàmetre superior a la resta del tac, situada just a la vora de l'obertura. Aquesta anella, junt amb la major expansió que realitzen aquests tacs, evita que el tac penetri dins la manisa i un cop clavat el cargol, subjecti correctament.

## Tac d'expansió
Una forma especial de fixació molt segura, és el tac d'expansió (per pressió de cargol), que es colla en el ciment, maó, guix, elements constructius, etc. Es fan servir sobretot per a la fixació permanent a les parets d'un edifici de qualsevol tipus d'objectes, mitjançant ganxos, etc

## Tac químic
Per a alguns usos, pot ser necessari l'ús d'un tac químic (sobretot en materials buits).
Primer es fa el forat amb una broca. Després d'una neteja completa de tota la resta de pols, amb un aspirador (o bufador pneumàtic si és possible), s'insereix el crivell a l'orifici i tot seguit s'injecta dins del crivell la massilla de dos components que es subministren en una xeringa doble per a una mescla correcta en el moment de la utilització. S'introdueix la vareta roscada en el crivell amb la massilla. Cal anar de pressa, ja que la barreja amb què s'ha omplert el crivell s'endureix en qüestió de minuts.